# 柳川真菜
柳川 真菜（やながわ まな、1984年8月24日 -）は、大阪府枚方市出身のタレント。よしもとクリエイティブ・エージェンシー所属。

## 人物・略歴
東海大仰星高校・同志社女子大学現代社会学部卒業。
趣味・特技：漫画・ベリーダンス・体を鍛える・パン作り。
IAAF世界陸上2007大阪サポーターズレディ。
元よしもとグラビアエージェンシー2期生（2008年11月 - 2009年12月）。キャッチフレーズは「黒酢感謝!ダイエットプリンセス」

### 受賞歴
- 2006年同志社女子大学ミスキャンパス。
- ミスキャンパスKANSAI2006準グランプリ・審査員特別賞受賞。

## 出演

### ドラマ
- 連続ドラマ小説 木下部長とボク 第7話（2010年2月、YTV）

### バラエティ
- 大キングコング 情熱!しゃべり隊!!（2008年、YTV）
- オーサカ夜キング ケンコBAR（2008年8月、毎日放送）
- 週刊プラチケ!（2008年、関西テレビ）

### ラジオ
- ヨシモト＊chatterbox!月曜アシスタント（2007年 - 2008年9月、YES-FM）

### CM
- 「マルタイ長崎皿うどん」
- 「ケータイでカンテーレ」
- 「ダスキン」

### スチール
- 「USJハリウッドハロウィン」